# 최우청
최우청(崔遇淸, ? ~ 1184년)은 고려의 문신이다. 본관은 충주이다.

## 개요
최우청은 충주의 향리로서 고려 인종 때 문과에 급제하여 진례현위(進禮縣尉)가 되었고, 명종 때 대간직(臺諫職)에 있었다.
1174년(명종 4) 병마부사(兵馬副使)로서 조위총(趙位寵)의 난을 진압하는 데 공을 세웠다. 국자좨주(國子祭酒)를 거쳐 좌간의대부(左諫議大夫)에 발탁되어 1177년 고시관(考試官)을 맡았다. 서북면병마사(西北面兵馬使)로 여러 차례 반란을 일으킨 정주도령(靜州都領) 순부(純夫)와 낭장 김숭(金崇)을 참살한 공으로 판위위사(判尉衛事)에 승진되었다. 1180년 추밀원사 태자빈객(樞密院使太子賓客)을 거쳐 1181년 한림학사승지(翰林學士承旨)가 되었다. 72세에 수사공(守司空) 상서좌복야(尙書左僕射)로 치사(致仕)하였다.

## 가족
아들은 최항(崔沆)·최겸(崔謙)이다.